# 沈琼莲
沈琼莲，字莹如，小字莹中，明朝宫中女官，浙江湖州府乌程县人。
其父亲沈安（字廷礼、号龙涯）、弟弟沈溥中秀才、举人，相传母亲李氏白天梦到孤鸾含碧藕花下卧，而生沈琼莲。她聪慧绝人，八岁能作诗。后来选入宫中为女官，她入宫时间记载不一。有英宗末年、 成化初、弘治初等说。入宫时十三岁，为女秀才、中给事，试《守宫论》，她写道：“甚矣！秦之无道也，宫岂必守哉？”明孝宗评她为第一顾起纶《国雅品·闺品》。供奉禁苑，教令白鹦鹉，她的诗作 “晓临鸾镜整梳妆，高髻新兴一尺长。花影琐窗人下直，开笼自放雪衣娘。”，“雪衣娘” 即白鹦鹉。官至女学士，宫词十首。历事明英宗、明宪宗、明孝宗三朝。她据传是富民沈万三之后，弘治十一年（1498年），沈安率子沈溥及女沈琼莲，将沈万三迁葬长州周庄银子滨，名水底墓。她在宫中还承担了教授小王读《书经》之事。 她在诗中自述：“天子龙楼瞥见妆，芙蓉团殿试罗裳。水风凉好朝西坐，专把书经教小王。”《胜朝彤史拾遗记》、《罪惟录》，将沈琼莲（又作沈璚莲）列位孝宗的选侍。
她有十首七言绝句宫词传世，另有《寄兄》、《送弟溥试春官》七言律诗两首。
|                    | 疏明星斗夜阑珊，玉貌花容列女官。风递凤凰天乐近，雪残鹊嵒晓楼寒。昭仪引驾临丹扆，尚寝薰炉爇紫檀。肃肃六宫悬象魏，春风前殿想鸣鸾。 |
| ——沈琼莲，《寄兄》 | |

|                            | 少小离家侍禁闱，人间天上两依稀。朝迎凤辇趋青琐，夕捧鸾书入紫薇。银烛烧残空有梦，玉钗敲断未成归。年来望汝登金籍，同补山龙上衮衣。 |
| ——沈琼莲，《送弟溥试春官》 | |